# Linköpings slotts- & domkyrkomuseum

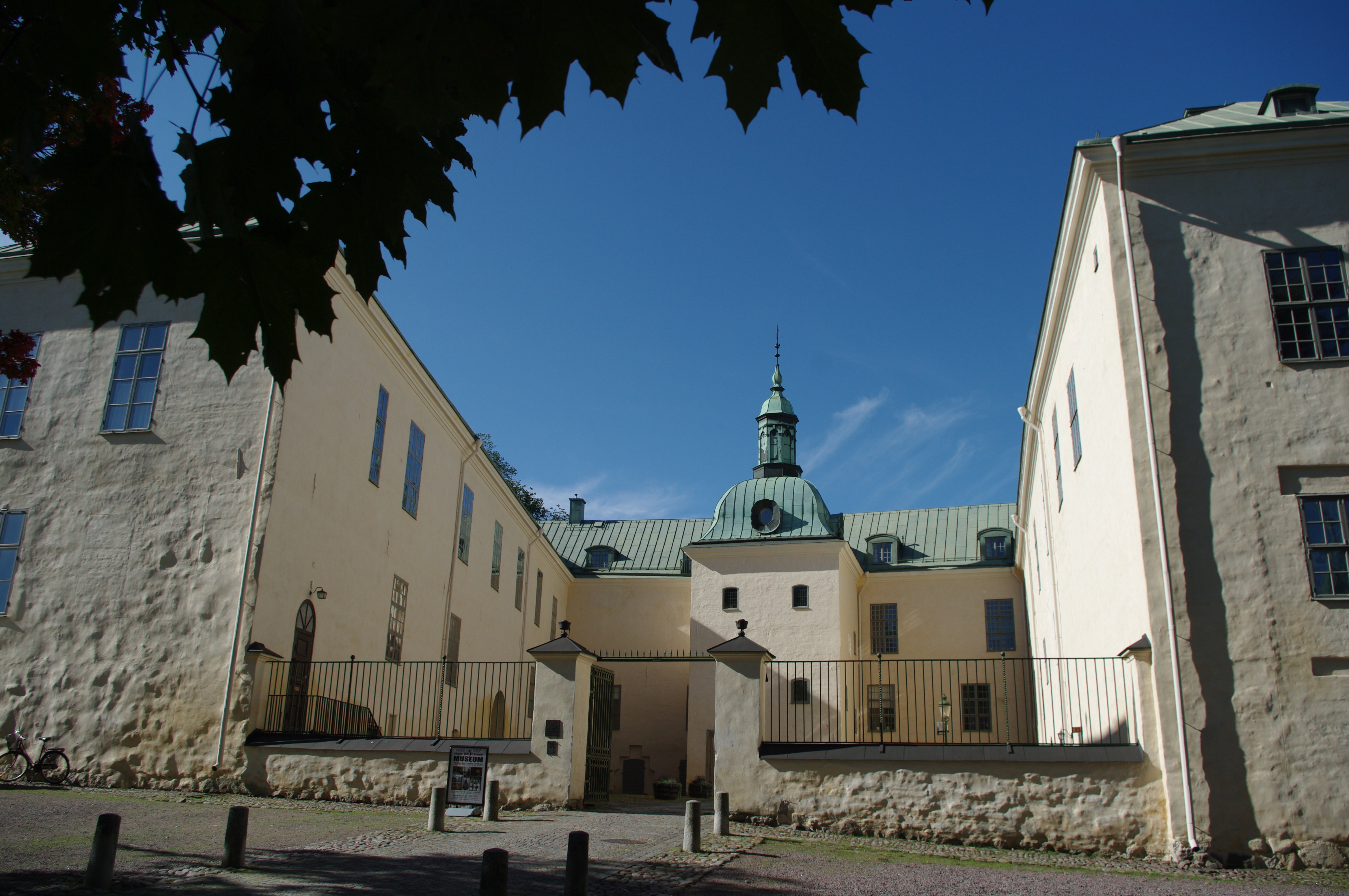
Entrén till museet via borggården. Museet ligger i den norra (högra) flygeln.

Linköpings Slotts & Domkyrkomuseum är inrymt i Linköpings slott som ligger i anslutning till Linköpings domkyrka. I biskopsborgen har biskop Nikolaus Hermanni verkat och bott under 1300-talet. Biskop Hans Brask bodde i borgen innan kung Gustav Vasa flyttade in 1527. På 1990-talet gjordes utgrävningar i området runt slottet och kyrkan och för att göra resultatet mer tillgängligt för allmänheten invigdes museet i mars år 2000. Den permanenta utställningen omfattar Biskop Bengts tornrum, skattkammaren, Stora salen samt Vasarummet.
Museet visar även historiska föremål från 1100-talet och framåt. Exempel på föremål som finns i museets fasta utställningar är kyrkligt silver och äldre textilier från 1300-talet och framåt.